# Brødrene A. & O. Johansen
Brødrene A. & O. Johansen er en dansk byggevaregrossist med hovedsæde i Albertslund.
Virksomheden kontrolleres af det schweiziske firma Evoleska Holding AG.
Det schweiziske firma er ejet af selskabet Avenir Invest ApS der igen ejes af Niels A. Johansen og Lili Johansen.